# Vulkanski otok Čedžu in lavni tuneli
Vulkanski otok Čedžu in lavni tuneli (korejsko 제주 화산섬과 용암 동굴) je območje svetovne dediščine v provinci Čedžu v Južni Koreji. Leta 2007 je bil vpisan na seznam svetovne dediščine UNESCO zaradi sistema lavnih tunelov Gomunorum in razstave raznolikih in dostopnih vulkanskih značilnosti, ki veljajo za edinstven in dragocen prispevek k razumevanju globalnega vulkanizma.
Čedžu je vulkanski otok, 130 kilometrov od južne obale Korejskega polotoka. Največji otok in najmanjša provinca v Južni Koreji, ima površino 1846 kvadratnih kilometrov.

## Ozadje
Vulkanski otok Čedžu je daleč največji otok v Koreji in leži približno 85 km od južne konice Korejskega polotoka. Nastal je pred 1,2 milijona in 700.000 leti zaradi nenehnega procesa vulkanskih izbruhov na morskem dnu. Hallasan je nastal kot ščitasti vulkan pred 300.000 in 100.000 leti. Prevladuje nad otoško pokrajino in je s 1950 metri najvišja gora v Južni Koreji. V istem obdobju so izbruhi Gomunoruma, bočnega vulkana Hallasan na njegovem vzhodnem pobočju, ustvarili sistem lavnih tunelov Gomunorum, ki ga sestavlja več lavnih tunelov, ki se raztezajo od vulkana proti severozahodu do morja. Ob vzhodni obali otoka je tufni stožec Songsan Ilčulbong, ki se dviga iz morja, nastal s freatomagmatsko eksplozijo pred 5000 in 120.000 leti.
Po podatkih Unesca velja sistem lavnih cevi Gomunorum za najlepši tovrstni jamski sistem na svetu. Ima pomembno vrsto stalaktitov in drugih mineralnih formacij, ki veljajo za vizualno impresivne.[2]

## Narodni park Hallasan
Hallasan je v osrednjem delu otoka. Od leta 1966 je vsako območje, ki leži 800 metrov nadmorske višine, razglašeno za naravni rezervat. Park je večinoma neokrnjena narava, pohodniške poti in objekti za upravljanje parka pa so edine umetne spremembe na tem območju.
Flora v narodnem parku je edinstvena. Doslej je bilo na tem območju zabeleženih 1565 vrst vaskularnih rastlin, kar je največje število rastlin v katerem koli gorovju, od tega jih je 33 endemičnih za otok. Za razliko od večine drugih korejskih gorskih okolij ima Hallsan edinstveno vertikalno porazdelitev rastlin v treh različnih območjih: subtropskem, zmernem in hladnem območju.
V naravnem rezervatu je katalogiziranih več kot 17 sesalcev, 198 vrst ptic, 8 vrst dvoživk, 8 vrst plazilcev in 947 vrst žuželk. Med ogroženimi vrstami so sibirska srna (Capreolus capreolus pygargus) in leopardja mačka (Felis bengalensis manchuria) ter stalna populacija indopacifiških velikih pliskavk (Tursiops aduncus)) in brezplavutnih pliskavk (Neophocaena). Zgodovinsko gledano sta bila otok in sosednje vode migracijska mesta in počivališča za velike kite, kot so sivi kiti (Eschrichtius robustus), severnopacifiški pravi kiti (Eubalaena japonica), kit grbavec, sinji kiti in brazdasti kiti. Na otoku so se morda naselili tudi zdaj morda izumrli japonski morski levi. Občasno se še vedno pojavljajo nekateri plavutonožci. Ker je bil otok pred 10.000 leti nazadnje povezan s Korejskim polotokom, so se takrat pojavile živali, endemične za otok, in ta ločitev od celine je prav tako biološko pomembna.
Znan del naravnega rezervata Hallasan je jama Pillemot, najdišče iz paleolitika. Jame so pomembne zaradi arheoloških ostankov, ki so jih tam našli. Arheološki dokazi iz jame kažejo, da so ljudje naseljevali otok že od paleolitika.

## Registracija
Vulkanski otok Čedžu in lavni tuneli so bili leta 2007 vpisani na seznam svetovne dediščine UNESCO kot naravna dediščina na podlagi odločitve 31. zasedanja Odbora za svetovno dediščino.
Svetovna dediščina obsega pet območij. Skupna zavarovana površina teh območij znaša 9475,2 ha. Posamezna zavarovana območja so obdana z varovalnimi pasovi, ki imajo skupno površino 9370,8 ha.
Največje od teh območij (33°21′40″N 126°31′59″E / 33.36111°N 126.53306°E), zavarovano območje 9093,1 ha, varovalni pas 7347,4 ha) pokriva del narodnega parka Hallasan v središču otoka na pobočjih Hallasana. Tri območja pripadajo sistemu lavskih cevi Gomunorum. Prvo območje (33°26′32″N 126°43′1″E / 33.44222°N 126.71694°E), zavarovano območje 64,6 ha, varovalni pas 635,5 ha) vključuje stožec bočnega vulkana Gomunorum. Drugo območje (33°28′8″N 126°43′13″E / 33.46889°N 126.72028°E), zavarovano območje 23,8 ha, varovalni pas 635,5 ha) vključuje lavinski cev Bengdvi-gul. Tretje območje (33°32′25″N 126°46′25″E / 33.54028°N 126.77361°E), zavarovano območje 241,9 ha, varovalni pas 635,4 ha) vključuje lavske tunele Mangdžang-gul, Gimnjong-gul, Jongčon-dongul in Dangčomul-dongul. Varnostni pasovi teh treh območij mejijo drug na drugega. Zadnje območje (33°27′28″N 126°56′32″E / 33.45778°N 126.94222°E), zavarovano območje 51,8 ha, varovalni pas 117 ha) vključuje tufni stožec Songsan Ilčulbong.
V utemeljitvi za registracijo je med drugim navedeno:
»Najbolj estetsko lepo najdišče priča tudi o zgodovini planeta, njegovih lastnostih in procesih. ... Neprimerljiva kakovost sistema lavskih cevi Gomunorum in prikaz raznolikih dostopnih vulkanskih značilnosti v drugih dveh komponentah ponujata značilen in pomemben prispevek k razumevanju globalnega vulkanizma.«
- Hallasan
- Kratersko jezero
- Lavna cev
- Jezero tisočletja v jami Jongčon
- Songsan Ilčulbong